# Władysław Fejkiel
Władysław Fejkiel (* 1. Januar 1911 in Krościenko; † 1995) war ein polnischer Mediziner sowie Hochschullehrer und Häftlingsarzt im KZ Auschwitz.

## Leben
Nach der Volksschule besuchte Fejkiel das Gymnasium in Lemberg und absolvierte danach ein Studium der Medizin an der Universität Lemberg. Er wurde zum Dr. med. promoviert. Nach dem Überfall auf Polen, dem Beginn des Zweiten Weltkrieges, war der Mediziner als Militärarzt bei den polnischen Streitkräften eingesetzt. Nachdem er aus deutscher Kriegsgefangenschaft entweichen konnte, wurde er im August 1940 in Jaslo durch Gestapo-Beamten wieder aufgegriffen, nachdem er einem Kameraden zum Grenzübertritt nach Ungarn verholfen hatte. Er wurde nach Tarnów in das Gefängnis eingeliefert und von dort am 8. Oktober 1940 in das Stammlager des KZ Auschwitz überstellt.
In Auschwitz erhielt er die Häftlingsnummer 5647 und war zunächst im Straßenbau eingesetzt. Ab Februar 1941 – abgemagert auf 39 Kilogramm – war er im Häftlingskrankenbau (HKB) des Stammlagers untergebracht und wurde dort schließlich Fäkalienträger und im Sommer 1941 Häftlingspfleger. Ab 1942 leitete er als Häftlingsarzt die Infektionsabteilung im Block 20 des Stammlagers, wo er auf Weisung des SS-Lagerarztes Hellmuth Vetter 50 Häftlingen ein Mittel gegen Fleckfieber der I.G. Farben verabreichen musste. Nur zwei Drittel der Häftlinge überlebten diese Versuchsreihe. Im Januar 1944 folgte er dem polnischen Häftlingsarzt Władysław Alexander Dering als Lagerältester des Häftlingskrankenbaus im Stammlager des KZ Auschwitz nach und blieb in dieser Funktion bis zur kriegsbedingten „Evakuierung“ des KZ Auschwitz im Januar 1945. Mit einem Evakuierungstransport wurde er in das KZ Mauthausen überstellt, wo er bei Kriegsende im Mai 1945 befreit wurde.
Nach der Befreiung kehrte er nach Polen zurück. Ab 1955 war er Dozent und ab 1960 Ordinarius an der medizinischen Fakultät der Jagiellonen-Universität in Krakau, wo er die Klinik für Infektionskrankheiten leitete. Fejkiel sagte am 29. Mai 1964 während des ersten Frankfurter Auschwitzprozesses als Zeuge aus. Er war Autor mehrerer Beiträge in den Heften von Auschwitz.
Der Auschwitzüberlebende Hermann Langbein beurteilt ihn folgendermaßen: „Fejkiel war der erste polnische Spitzenfunktionär, der sowohl einen übertriebenen polnischen Nationalismus als auch den Antisemitismus beim Personal des HKB abzubauen trachtete“. Weiterhin schrieb Langbein, dass er von Fejkiel, in und nach Auschwitz, niemals etwas Negatives gehört oder gelesen habe.